# Physalaemus centralis
Espèce
Statut de conservation UICN

 LC  : Préoccupation mineure
Physalaemus centralis est une espèce d'amphibiens de la famille des Leptodactylidae.

## Répartition
Cette espèce se rencontre au Pantanal et au Cerrado jusqu'à 1 000 m d'altitude, :
- au Brésil ;
- dans le nord-est du Paraguay ;
- en Bolivie dans le département de Beni.

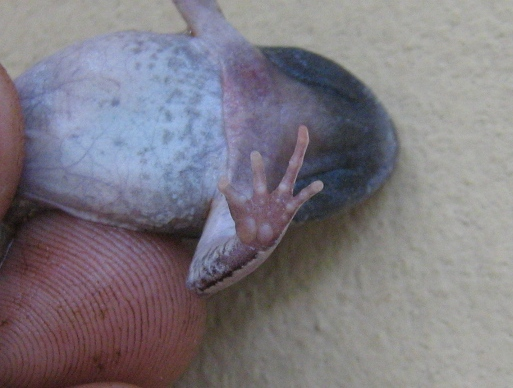
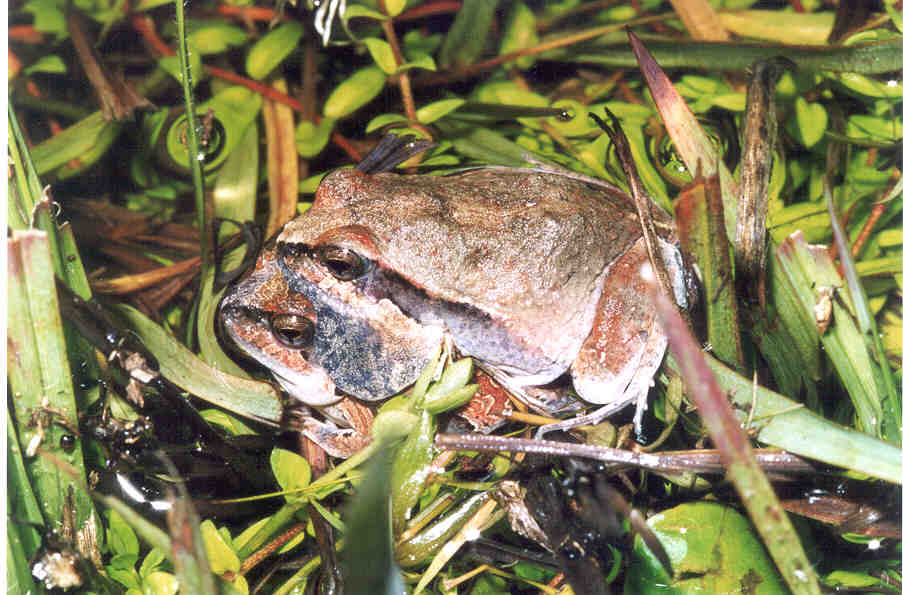
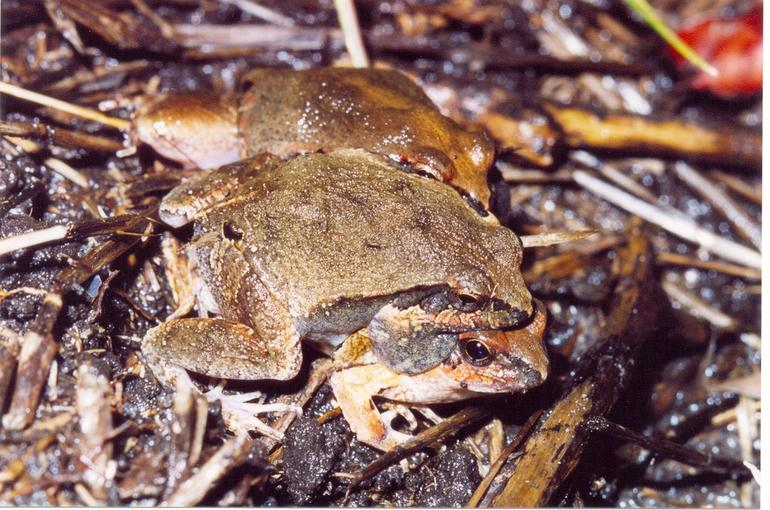
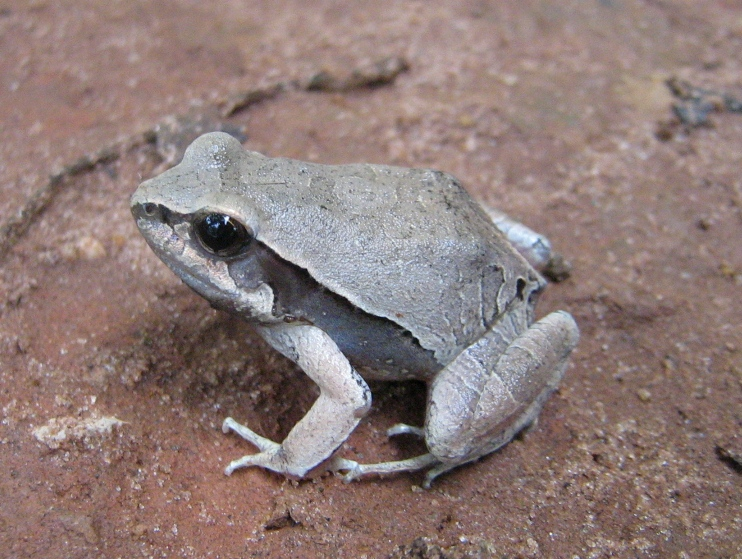

## Publication originale
- Bokermann, 1962 : Sobre uma pequena coleção de anfíbios do Brasil Central, com a descrição de uma espécie nova de Physalaemus. Revista Brasileira de Biologia, vol. 22, no 3, p. 213-219 (texte intégral).